# Área paisajística protegida de Pálava
El área paisajística protegida de Pálava (en checo: Chráněná krajinná oblast Pálava, abreviadamente CHKO Pálava) es un área paisajística protegida y una reserva de la biosfera declarada por la UNESCO (desde 1986) en la República Checa, Región de Moravia Meridional, en la frontera con Austria, cerca de otro lugar registrado por la UNESCO, el Paisaje cultural de Lednice–Valtice.
El punto más alto es el monte Děvín con sus 549 m de altura. Esta zona única fue reconocida originalmente por la UNESCO en 1986 y se amplió en 2003 para incluir otro sitio de la UNESCO, el Paisaje Cultural de Lednice-Valtice.
El área paisajística protegida de Pálava está dominada por las colinas de piedra caliza de Pálava (parte de los Cárpatos Occidentales exteriores) y contiene una proporción significativa de ecosistemas esteparios naturales o poco afectados que incluyen estepa de pradera, estepa de bosque y bosque de roble termófilo.
En la llanura de inundación del río Thaya, los bosques se alternan con praderas y hábitat de humedales que también incluyen vegetación halófila. La parte restante de CHKO Pálava se utiliza con fines agrícolas, con muchos viñedos cultivados de manera sostenible que forman parte de la subregión vinícola de Mikulovská.
CHKO Pálava contiene monumentos bien conservados de importancia histórica, como el sitio paleolítico de Dolní Věstonice donde se descubrió la Venus de Dolní Věstonice, una figurita de cerámica de Venus que data de 29.000 a 25.000 a. C.
Mikulov, una ciudad fundada en la Edad Media, está situada en la parte más meridional de CHKO Pálava, y contiene edificios de importancia histórica y arquitectónica, como el castillo de Mikulov.

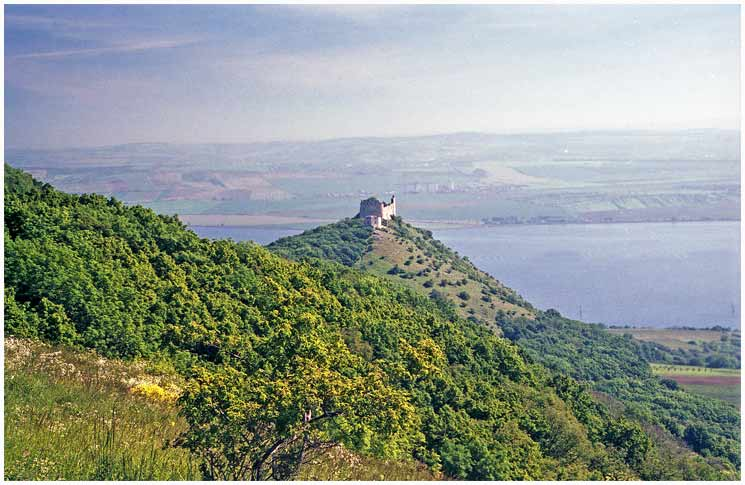
Ruinas del castillo de Děvičky sobre el embalse de Nové Mlýny
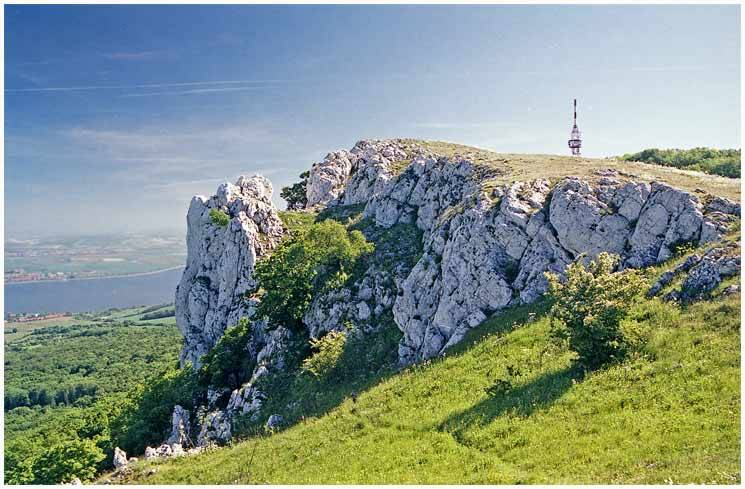
Děvín
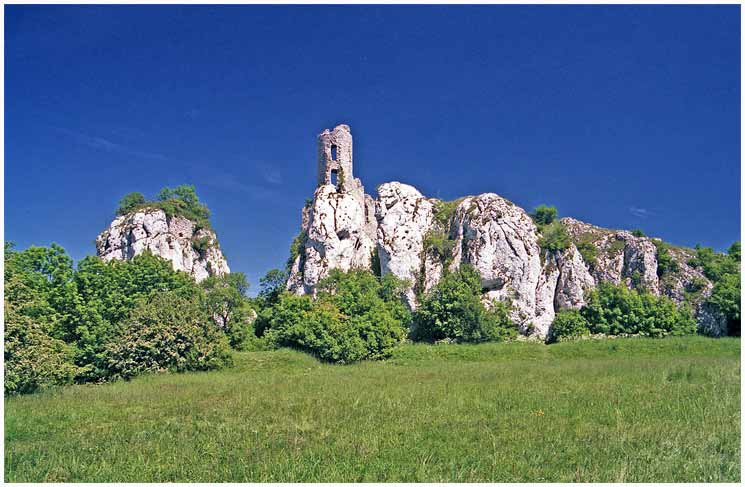
Ruinas del Sirotčí hrádek
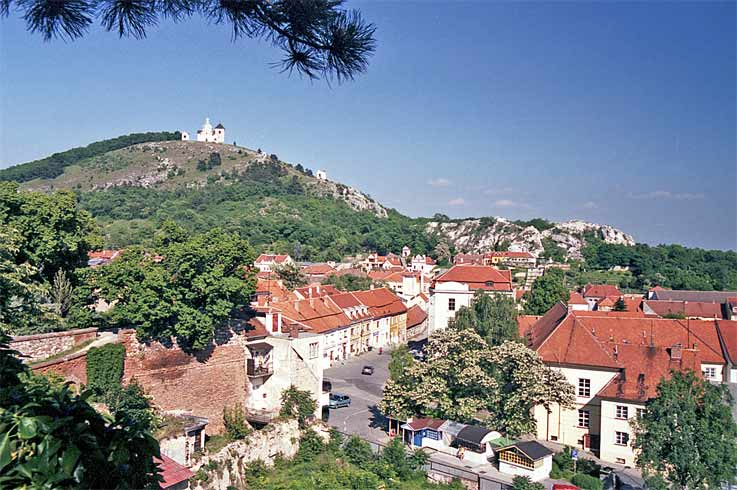
Colina sagrada (Svatý kopeček) sobre Mikulov